# 1223 Neckar
1223 Neckar este un asteroid din centura principală, descoperit pe 6 octombrie 1931 de Karl Reinmuth.